# Pedro Camejo (khu tự quản)
Pedro Camejo là một khu tự quản thuộc bang Apure, Venezuela. Thủ phủ của khu tự quản Pedro Camejo đóng tại San Juan de Payara. Khự tự quản Pedro Camejo có diện tích 20519 km2, dân số theo điều tra dân số ngày 21 tháng 10 năm 2001 là 23334 người.